# كولين كليفورد
كولين كليفورد (بالإنجليزية: Colleen Clifford)‏؛ هي ممثلة أسترالية وبريطانية (وحملت سابقاً جنسية المملكة المتحدة لبريطانيا العظمى وأيرلندا)، ولدت في 17 نوفمبر 1898 في المملكة المتحدة، وتوفيت في 7 أبريل 1996 في أستراليا.

## وصلات خارجية
- كولين كليفورد على موقع IMDb (الإنجليزية)
- كولين كليفورد على موقع تيرنر كلاسيك موفيز (الإنجليزية)
- كولين كليفورد على موقع أول موفي (الإنجليزية)
- كولين كليفورد على موقع قاعدة بيانات الفيلم (الإنجليزية)